# Schloßberg 18 (Quedlinburg)

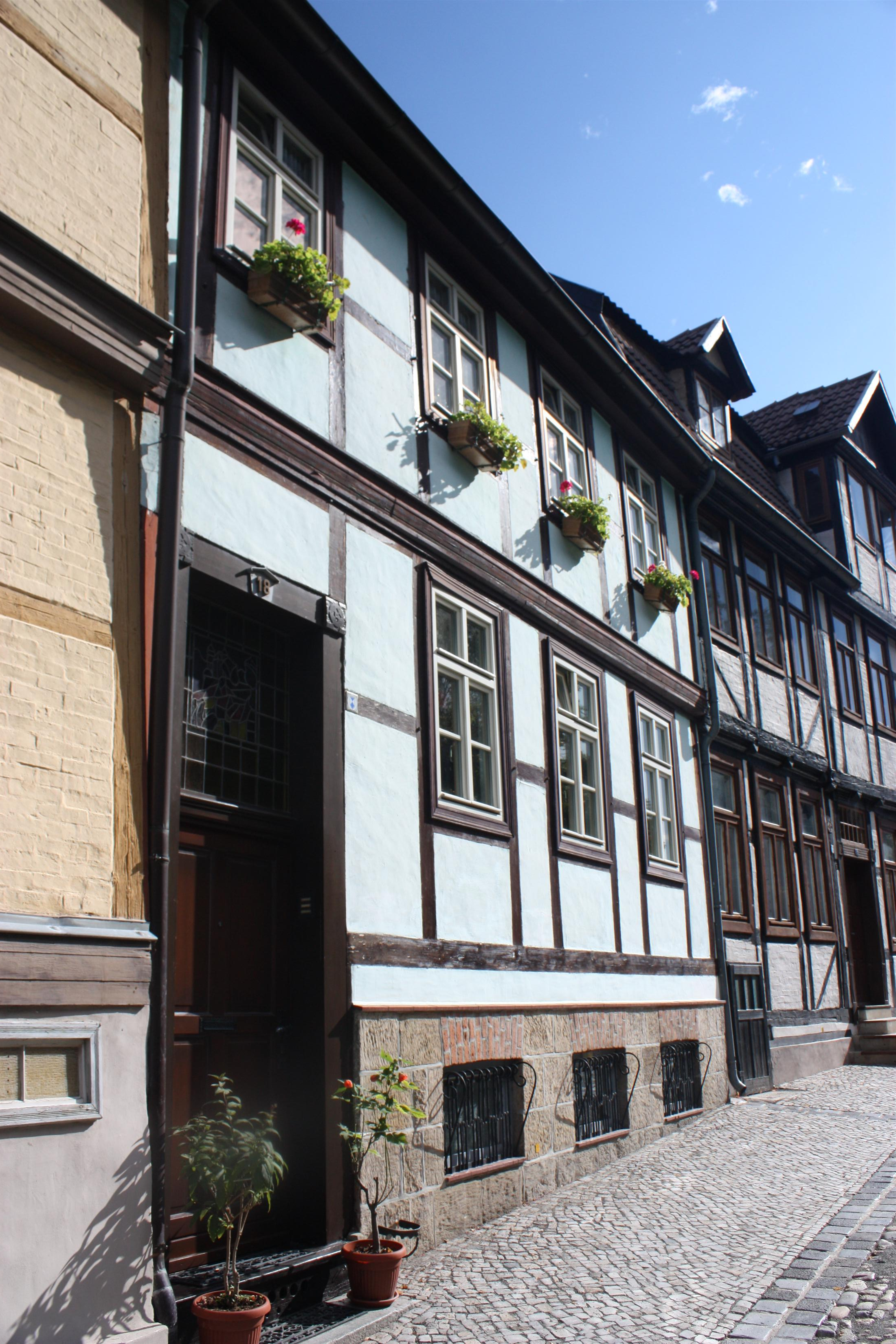
Haus Schloßberg 18

Das Haus Schloßberg 18  ist ein denkmalgeschütztes Gebäude in der Stadt Quedlinburg in Sachsen-Anhalt.

## Lage
Es befindet sich am Schlossberg, südlich der Quedlinburger Altstadt im Stadtteil Westendorf und gehört zum UNESCO-Weltkulturerbe. Unmittelbar westlich grenzt das gleichfalls denkmalgeschützte Haus Schloßberg 17, östlich das Haus Schloßberg 19 an. Im Quedlinburger Denkmalverzeichnis ist das Gebäude als Wohnhaus eingetragen.

## Architektur und Geschichte
Das zweigeschossige Fachwerkhaus entstand, wie das benachbarte Gebäude Schloßberg 17, in der Zeit um 1780. Beide Gebäude verfügen über die gleichen Höhen an Traufe und Stockschwelle. Die Fachwerkfassade des Hauses ist schlicht gestaltet.